# 耳下腺リンパ中心
耳下腺リンパ中心(英: parotid lymph center)とは耳介の基部において顎関節に接し、耳下腺や咬筋に覆われて存在するリンパ中心。耳下腺リンパ中心は1個ないし数個の耳下腺リンパ節から構成される。